# Rabenau (Sachsen)

Stadtteile und umliegende Gemeinden von Rabenau

Rabenau ist eine Kleinstadt zwischen Dippoldiswalde und Freital im sächsischen Landkreis Sächsische Schweiz-Osterzgebirge. Der Ort Rabenau ist Verwaltungssitz der sechs Ortsteile der Stadt. Diese erstreckt sich über ein Territorium von 30 Quadratkilometern am nördlichen Rand des Osterzgebirges.

## Geographie

### Lage
| Somsdorf | Freital                                     | Obernaundorf |
|          | Kompassrose, die auf Nachbargemeinden zeigt | Börnchen     |
| Lübau    | Spechtritz                                  | Oelsa        |

Rabenau befindet sich an einem nach Süden exponierten Hang, der von einem sattelförmigen Höhenzug zum Oelsabach hin abfällt. Die höchsten Punkte bilden die westlicher gelegene Rabenauer Höhe (352 m) mit dem Sendeturm sowie die beim Wasserturm und der Rabenauer Schule gelegene Höhe. Der nördlich der Stadt gelegene nordexponierte Hang („Läusewiesen“) ist kaum bebaut. Tiefster Punkt des Ortes ist die Rabenauer Mühle an der Roten Weißeritz.

### Stadtgliederung
Zur Stadt Rabenau gehören neben der Kernstadt fünf weitere Ortsteile im Umland. In der folgenden Tabelle sind diese mit dem Jahr der Eingemeindung und ihrer Einwohnerzahl am 9. Mai 2011 angegeben.
| Ortsteil     | seit | Einwohner | zugehörige Wohnplätze |
| ------------ | ---- | --------- | --------------------- |
| Karsdorf     | 1994 | 0457      |                       |
| Lübau        | 1952 | 0211      |                       |
| Obernaundorf | 1974 | 0327      | Obere Poisenhäuser    |
| Oelsa        | 1994 | 1226      |                       |
| Rabenau      | –    | 1935      | Siedlung Waldfrieden  |
| Spechtritz   | 1952 | 0191      |                       |

### Flächennutzung
Neben den bebauten Ortsteilen wird ein Großteil der Flächen landwirtschaftlich genutzt, vor allem für Ackerbau. Fast die Hälfte der Fläche ist von Waldgebieten bedeckt wie der Dippoldiswalder Heide mit 12 km², dem Poisenwald mit 2,22 km², dem Rabenauer Vorholz mit 0,72 km² bei Eckersdorf, dem Rabenauer Forst mit 0,79 km², sowie dem Rabenauer Buchwald mit den Wäldern im Rabenauer Grund mit 1,11 km².

## Geschichte

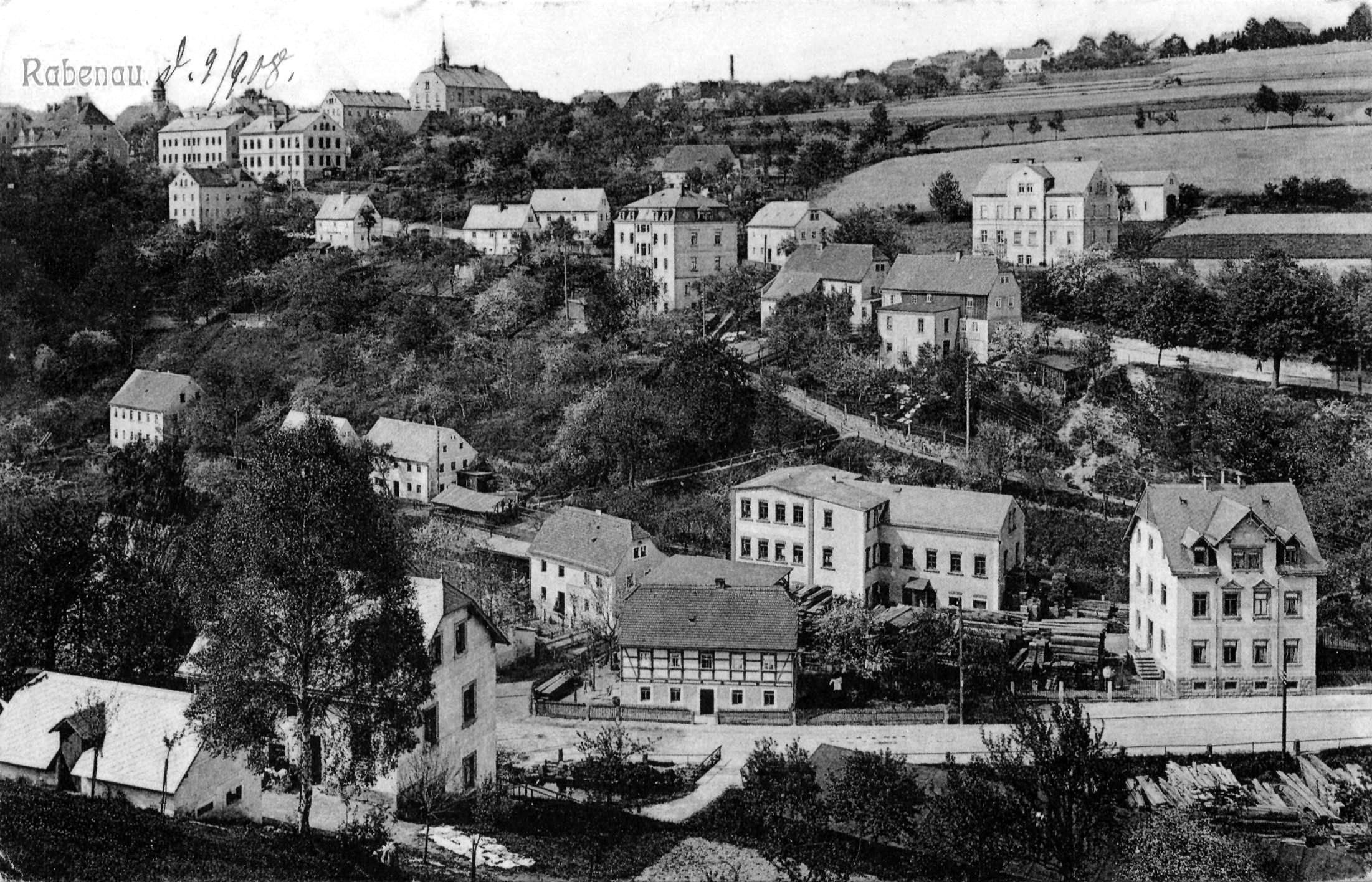
Rabenau um 1905

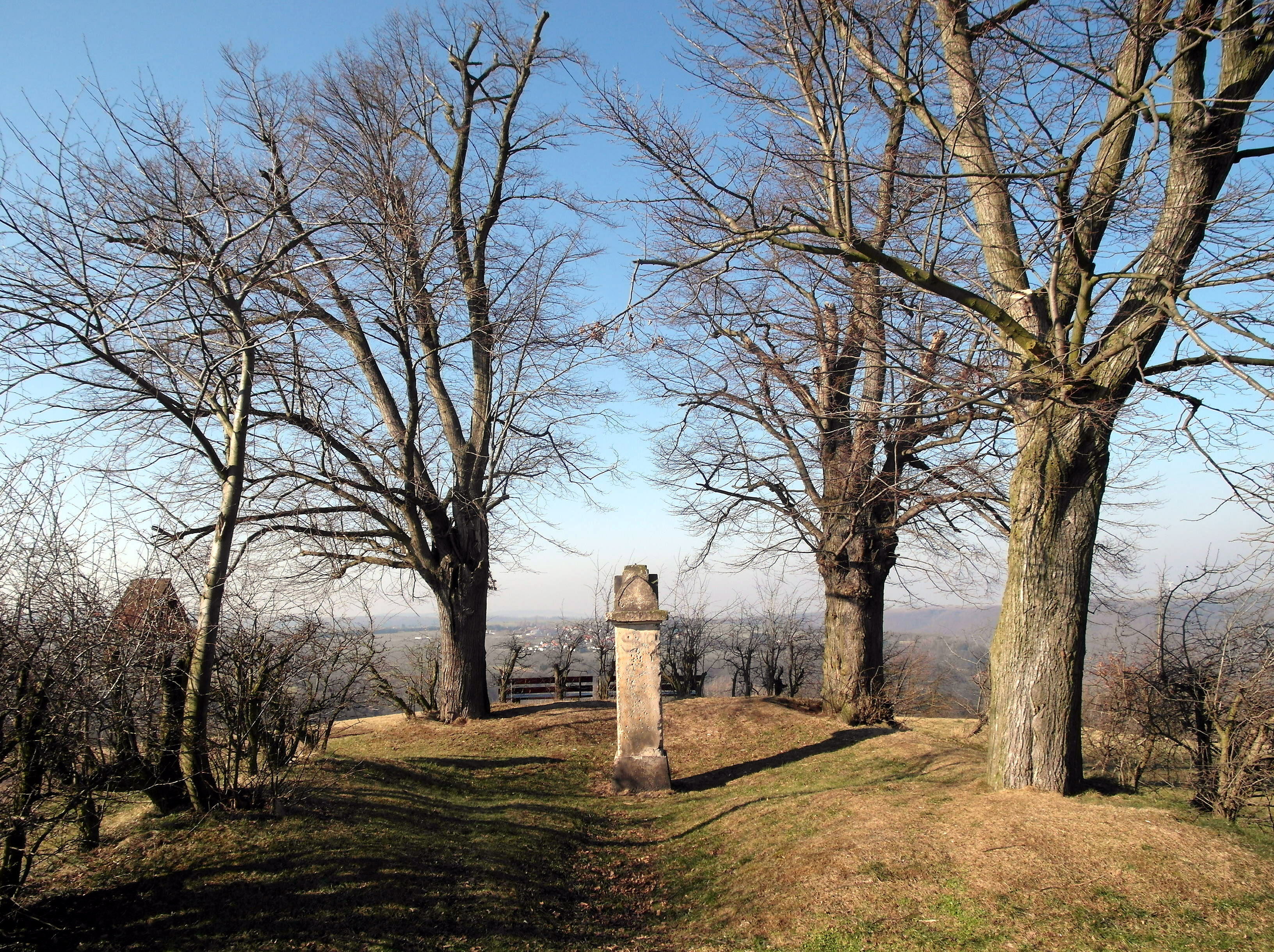
Rabenau, Konfessionsdenkmal auf dem Galgenberg (Zustand 2015)

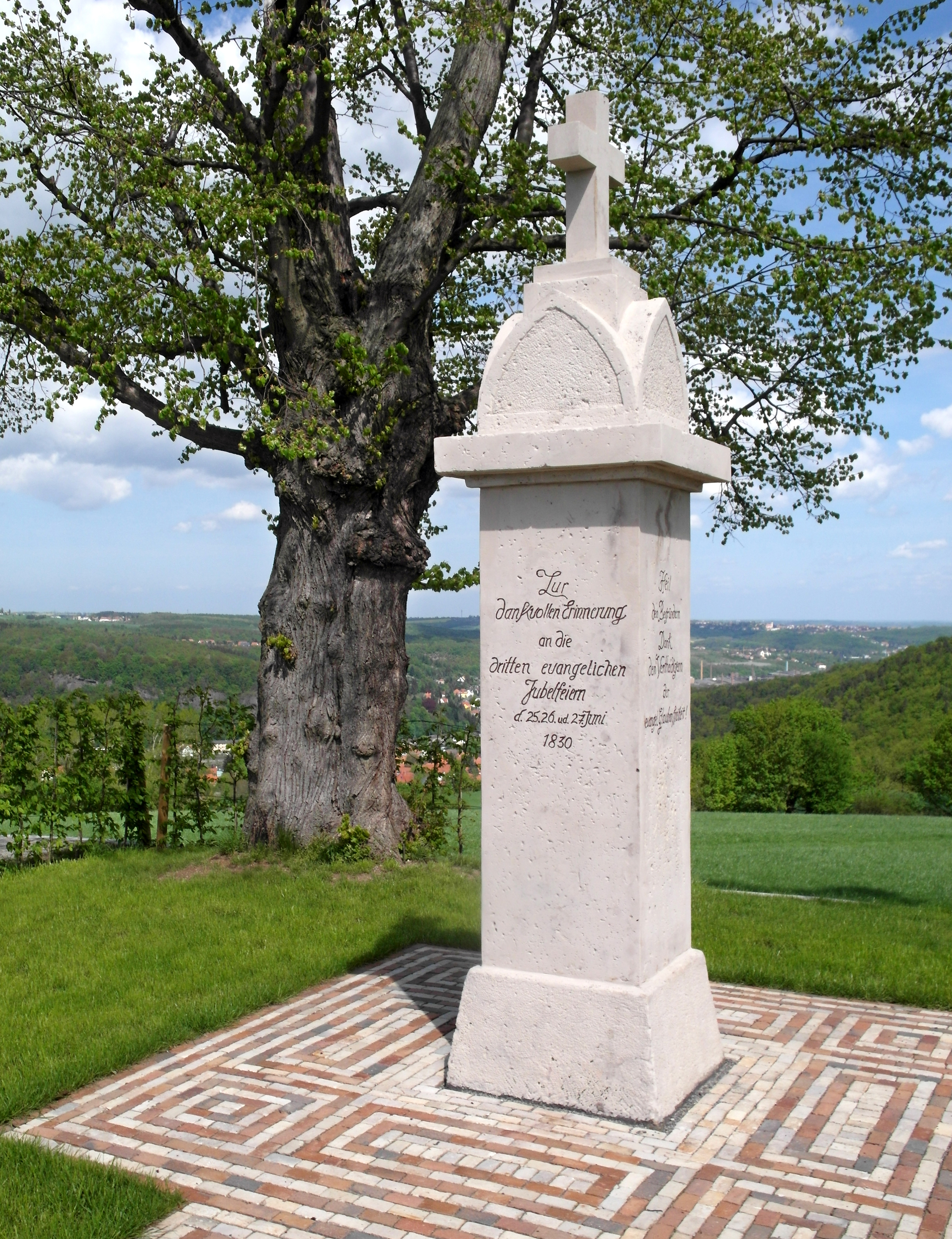
Rabenau, Konfessionsdenkmal (Zustand 2018)

Erstmals urkundlich erwähnt wurde der Ort indirekt als „Rabinowe“ im Jahr 1235. Nach Schöttgen kommt diese Namensform aus dem Sorbischen. Als Kolonisten gelten fränkische Siedler unter dem burggräflich-dohnaischen Dienstadligen Burchhardus de Rabinowe, der wohl mit dem 1206 erwähnten Burkhard von Kaitz identisch ist. Die Herrschaft Rabenau mit ihrer um bzw. kurz vor 1200 dort auf einem Felssporn über dem Oelsabachtal errichteten Wehranlage Burg Rabenau als Mittelpunkt scheint von Kaitz ausgehend angelegt worden zu sein. Dieser Siedlungszug ordnet sich in die Kolonisation der Burggrafen von Dohna an den Weißeritzen mit den Schwerpunkten Burg Thorun (Pesterwitz), Rabenau, Dippoldiswalde, Höckendorf bzw. Ruppendorf ein.
Nach der Dohnaischen Fehde (1385–1402) gelangte die Herrschaft in markgräflich-meißnischen Besitz und verlor ihre strategische Bedeutung. Das Stadtrecht erlangte Rabenau im Jahr 1488 (nach anderen Quellen bereits 1412).
Im Dreißigjährigen Krieg (1618–1648) musste der Ort mehrfach Plünderungen erleiden. Als die Stadt am 17. April 1639 durch schwedische Truppen, welche auf dem Weg von Freiberg nach Pirna waren, angezündet wurde, versteckte sich die Bevölkerung unter der Führung von Pfarrer Anton Bodenhäuser im Rabenauer Grund. Die Kirchenbücher sind ab 1643 erhalten geblieben.
Neben der Landwirtschaft wurde die handwerkliche Holzverarbeitung wesentlicher Lebensunterhalt in Rabenau. Ab dem 16. Jahrhundert entwickelte sich so in Rabenau und Umgebung das Handwerk des Stuhlbaus. Der kursächsische Hofgeograph Adam Friedrich Zürner berichtete 1720 über Rabenau, dass fast alle Einwohner Stuhlmacher gewesen seien. Die 1730 errichtete kursächsische Postmeilensäule verschwand im 19. Jahrhundert vom Markt. Sie wurde 2013 durch eine Nachbildung ersetzt.
Ein Silberbergwerk wird bereits 1797 unter dem Besitzer Wünschmann als „Silberner Rabe Erbstollen“ an der Pfarrwiese gelegen, welchem ein weiteres unter den Namen „Silberner Rabe Fundgrube“ von der Rabenauer Eigenlöhnergesellschaft am Mühlberg (Fahrweg zur Rabenauer Mühle) mit einigen kleinen Pingen folgte.
Um 1830 erhielt die Rabenauer Mühle das Schankrecht. 1869 brannte sie ab und wurde als Gastwirtschaft und Holzschleiferei im Schweizer Stil wieder aufgebaut. Im Zeitalter der Industrialisierung und der Gründerzeit dehnte sich das Siedlungsgebiet auf höhergelegene Teile des stark geneigten Südhangs aus. 1875 wurde die Freiwillige Feuerwehr gegründet, im gleichen Jahr wurde Rabenau Teil der Amtshauptmannschaft Dresden. 1882 erhielt Rabenau Anschluss an die Weißeritztalbahn, was große Bedeutung für die örtliche Stuhlbauindustrie hatte. Gleichzeitig wurde die Ortsverbindungsstraße von Eckersdorf (Ortsteil von Hainsberg bzw. Freital, heute Freitaler Straße) errichtet und ersetzte den steilen Eckersdorfer Weg. An dieser Straße entstand über dem Rabenauer Grund die Siedlung Waldfrieden. In der Gründerzeit wurden das Rathaus und eine Vielzahl von markanten Bürgerhäusern am Marktplatz erbaut. 1832 erfolgte der Bau einer ersten Röhrwasserversorgung mittels Stollen, welcher oberhalb dem Rote-Berg unter dem Wohngebiet Talblick beginnt und an der Kreuzung Freitaler/Obernaundorfer Straße in einer Brunnenstube endet und in Holzröhren zu den Häusern gelangte, 1896 erfolgte der Bau des Hochbehälters mit einer ersten Wasserleitung, 1911 ging im Rabenauer Grund das Wasserkraftwerk in Betrieb. Anfang des 20. Jahrhunderts errichtete die Stadt Rabenau eine freifließende Trinkwasserleitung, die ihr Wasser aus der Paulsdorfer Heide bei Höckendorf bezieht und durch den Bau eines Wasserturms am zweithöchsten Punkt des Orts ein zeitgemäßes lokales Trinkwassernetz darstellte.
Am 8. Mai 1945 wurde Rabenau von sowjetischen Truppen besetzt, dabei gab es mindestens einen Toten in der Zivilbevölkerung. Mit der Stadtverwaltung wurden Angehörige bzw. Sympathisanten der KPD und SPD betraut. In der Folge wurden mehrere Großbauern und Industrielle enteignet, andere verhaftet. Einige hundert Vertriebene ließen sich in Rabenau nieder.
Im Zuge der sozialistischen Wirtschaftsreformen nach 1945 wurden die großen Rabenauer Stuhlbauunternehmen enteignet und in Volkseigentum als VEB Möbelindustrie Oelsa-Rabenau überführt, welcher mehrere Werke in Oelsa, Rabenau und weiteren Orten umfasste. In den 1960er Jahren wurde dann ein Großteil der Bauern in der LPG Lübau-Oelsa zwangskollektiviert.
Rabenau erhielt 1953 eine Betriebsberufsschule für Stuhl- und Möbelbau, in der im Rahmen der RGW-Entwicklungshilfe zeitweise auch Ausländer ausgebildet wurden. Die Schule wurde zur zentralen Ausbildungsstätte für holzverarbeitende Betriebe in der DDR. Hier wurden Polsterer, Tischler, Stuhlbauer und Möbel-Polierer ausgebildet und nach 1991 zum Raumausstatter umgeschult. Zwischen 1960 und 1980 konnte zudem in vier Ausbildungsrichtungen eine Berufsausbildung mit Abitur absolviert werden. In anderen Rabenauer Betrieben wurden auch Holzbildhauer und Drechsler ausgebildet, ebenso gab es Meisterausbildungen und Erwachsenenqualifizierung. Die Berufsschule befand sich im vormaligen „Stuhlbaubetrieb Ferdinand Büsser“ auf der Freitaler Straße 10 (bis 1993: Hauptstraße 10) und wurde 1994 in das BSZ Freital eingegliedert. Das Schulgebäude und die Lehrwerkstätten wurden restituiert und stehen nach Verkauf seitdem ohne Nutzung.
1952 wurde die Stadt dem neugebildeten Kreis Freital zugeordnet. 1971 wurde Karsdorf Ortsteil von Oelsa. 1973 wurde Spechtritz Ortsteil von Rabenau (vorher zu Seifersdorf gepfarrt), 1974 auch Lübau und Obernaundorf.
Rabenau feierte im August 1983 das 100-jährige Bestehen der Weißeritztalbahn, 1985 die 750-jährige Ortsgründung ebenfalls mit einer Festwoche. 1988 gab es ein weiteres Fest anlässlich 500 Jahre Stadtrecht. In den 1980er und 1990er Jahren bestand eine Partnerschaft der evangelischen Kirchgemeinde mit der Kirchgemeinde in Rethem in Niedersachsen.
1990 besiegelte man eine Städtepartnerschaft mit der mittelhessischen Gemeinde Rabenau (Hessen). Nnach dortigem Vorbild entstand neben der CDU und PDS auch die Freie Wählergemeinschaft Rabenau. Bei den Kommunalwahlen im Mai 1990 zog diese mit großem Erfolg in den Stadtrat ein und stellte mit Frank Schönherr den ersten frei gewählten Bürgermeister nach dem Zweiten Weltkrieg.
Die Stadt wurde 1994 infolge des freiwilligen Zusammenschlusses mit der Gemeinde Oelsa erheblich vergrößert und die Kommune im gleichen Jahr Teil des neugebildeten Weißeritzkreises. Die Stadtgemeinde hatte 2004 etwa 4.700 Einwohner, davon 2.000 in Rabenau selbst. Durch eine eher konservative Flächenwidmungspolitik in den 1990er Jahren verzeichnete Rabenau nur geringen Zuzug und kaum neue Gewerbeansiedlungen, sodass die Entwicklung der Gemeinde als Wohn- und Gewerbestandort im südlichen Dresdner Umland seitdem stagniert.
Durch eine erneute Kreisreform gehört Rabenau seit dem 1. August 2008 zum Landkreis Sächsische Schweiz-Osterzgebirge.
Am 18. Mai 2013 wurde aus Anlass des Jubiläums 525 Jahre Stadtrecht auf dem Marktplatz wieder eine kursächsische Postmeilensäule aufgestellt.
Im November 2013 und im März 2014 wurden in der zu Rabenau gehörenden Dippoldiswalder Heide 13 US-amerikanische Fliegerbomben aus dem Zweiten Weltkrieg entschärft, eine wurde vor Ort gesprengt. Es handelte sich um die bisher größte derartige Aktion in Sachsen.

## Politik

### Stadtrat
- FW G: 4
- Pro R: 2
- CDU: 5
- AfD: 2

Die AfD kann einen Sitz nicht besetzen. Der Stadtrat verkleinert sich entsprechend.
Seit der Stadtratswahl am 9. Juni 2024 verteilen sich die 13 Sitze des Stadtrates folgendermaßen auf die einzelnen Gruppierungen:
- CDU: 5 Sitze
- Freie Wählergemeinschaft Rabenau (FWG): 4 Sitze
- AfD: 2 Sitze
- Wählervereinigung „Pro Rabenau“ (Pro R): 2 Sitze

| Liste                            | 2024   | 2024   | 2019   | 2019   | 2014   | 2014   |
| Liste                            | Sitze  | in %   | Sitze  | in %   | Sitze  | in %   |
| -------------------------------- | ------ | ------ | ------ | ------ | ------ | ------ |
| CDU                              | 5      | 33,8   | 6      | 43,8   | 6      | 40,9   |
| Freie Wählergemeinschaft Rabenau | 4      | 27,3   | 6      | 39,0   | 5      | 38,0   |
| AfD                              | 2      | 20,7   | –      | –      | –      | –      |
| Pro Ranebau                      | 2      | 14,8   | 2      | 17,2   | 2      | 12,9   |
| Grüne                            | –      | 3,3    | –      | –      | –      | –      |
| Linke                            | –      | –      | –      | –      | 1      | 88,2   |
| Wahlbeteiligung                  | 75,0 % | 75,0 % | 70,8 % | 70,8 % | 59,9 % | 59,9 % |

### Bürgermeister
Bürgermeister nach 1990:
- 1990–1994: Frank Schönherr (Freie Wähler)
- 1994–2008: Gerd Hilbert (Freie Wähler)
- seit 2009: Thomas Paul (CDU)

| Wahl | Bürgermeister | Vorschlag | Wahlergebnis (in %) |
| ---- | ------------- | --------- | ------------------- |
| 2022 | Thomas Paul   | CDU       | 97,7                |
| 2015 | Thomas Paul   | CDU       | 84,5                |
| 2008 | Thomas Paul   | CDU       | 66,2                |
| 2001 | Gerd Hilbert  | FWG       | 97,6                |

## Wirtschaft und Verkehr

### Industrie und Gewerbe

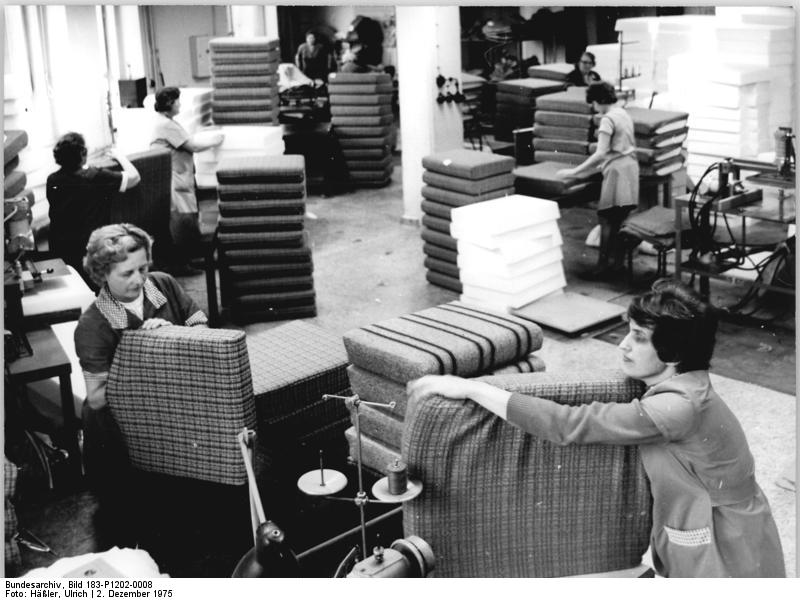
Polsterei im VEB Vereinigte Polstermöbelindustrie in Oelsa-Rabenau

Bekannt ist die Stadt für ihr traditionsreiches Stuhlbauhandwerk, das im 17. Jahrhundert seinen Aufschwung nahm und im 19. Jahrhundert mit zahlreichen Unternehmen und Werkstätten in Rabenau, Oelsa und Umgebung seine Blüte erreichte. In der DDR blieb Rabenau trotz Verstaatlichung der Handwerksbetriebe ein wesentliches Zentrum der nationalen Sitz- und Stuhlmöbelindustrie. Seit der Wende nimmt die lokale Bedeutung dieser Branche aufgrund des internationalen Wettbewerbs ab, traditionsreiche Handwerksbetriebe mussten schließen. Dennoch ist die Möbelfabrik mit 200 Mitarbeitern der größte Arbeitgeber und Steuerzahler der Stadt.

### Eisenbahnanschluss

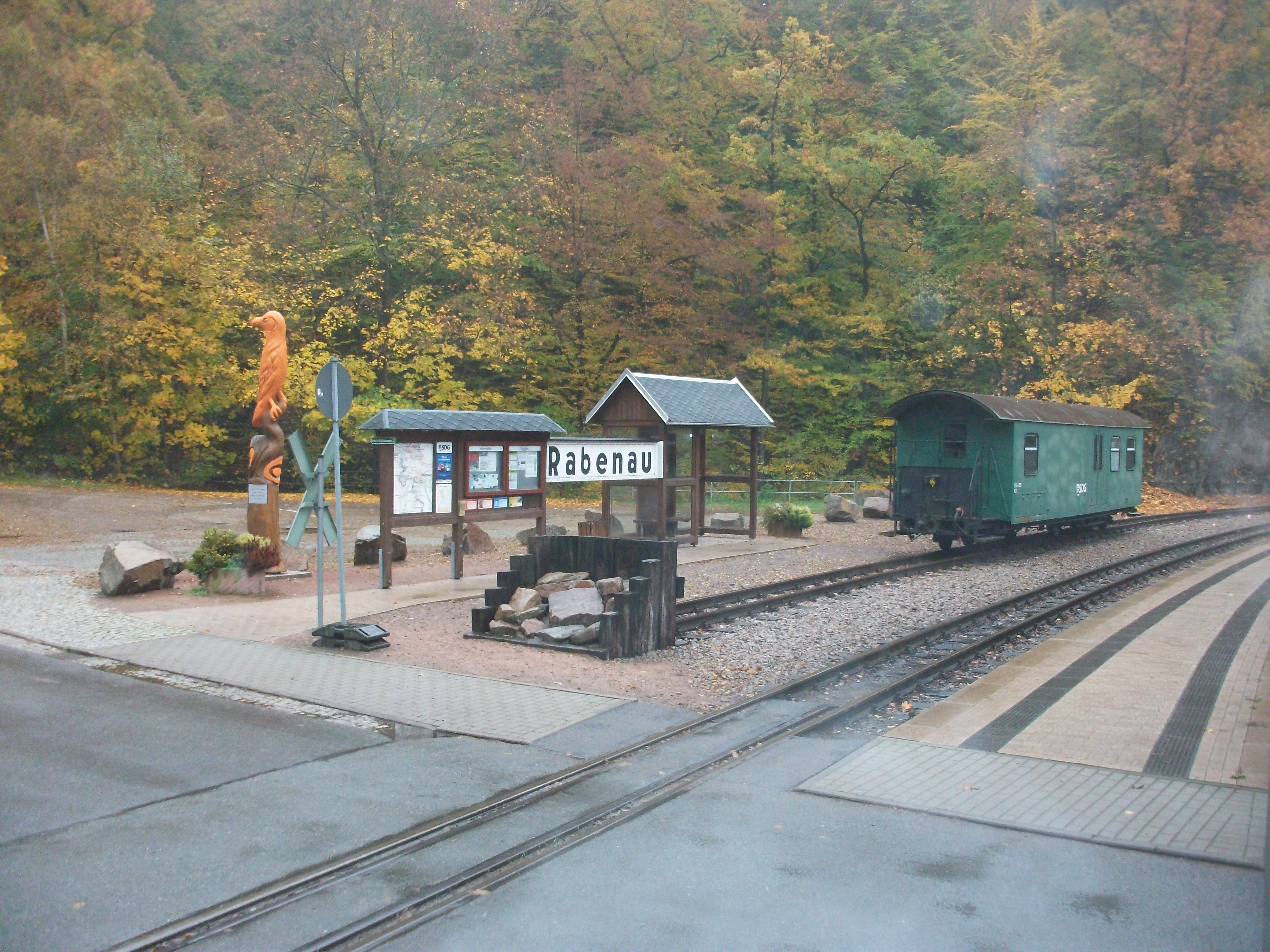
Bahnhof Rabenau

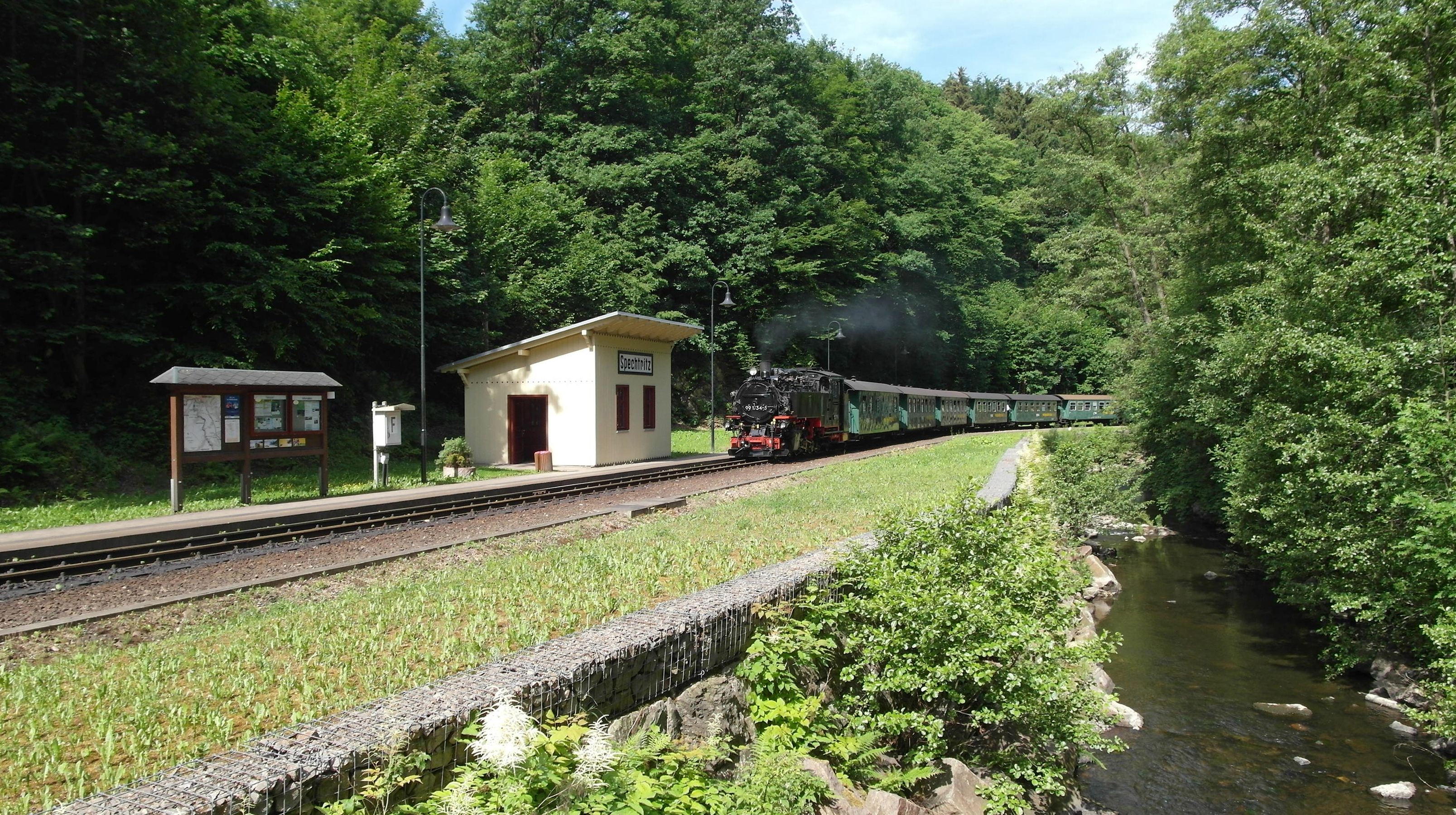
Haltepunkt Spechtritz (2017)

1882 wurde die Weißeritztalbahn eröffnet, eine Schmalspurbahn von Hainsberg bei Dresden nach Kipsdorf im Erzgebirge. Auf dem Territorium der Stadt Rabenau befinden sich der Bahnhof Rabenau und der Haltepunkt Spechtritz. Diese Bahn wurde als typisch sächsische Schmalspurbahn mit einer Spurweite von 750 Millimetern ausgeführt und ist heute die dienstälteste Schmalspurbahn Deutschlands. Der Rabenauer Bahnhof wurde mit großem Aufwand dem Fels abgerungen. Bis Anfang der 1970er Jahre befand sich das Bahnhofsgebäude über der Weißeritz, dann wurde es abgerissen. Vor allem der Güterverkehr hatte für die Holzindustrie eine große Bedeutung; in Rabenau befand sich eine mehrgleisige Ladestraße und ein Güterboden. Auch gab es einen Wasserkran, der aus einem Wasserhochbehälter im Felsen über dem Bahnhof gespeist wurde. Der Wasserkran wurde bei einem Unfall Anfang der 1970er Jahre zerstört. Die Ladestraße wurde etwa ab demselben Zeitraum nicht mehr benutzt. In den 1980er Jahren wurde auf dem Gelände der Ladestraße eine Traglufthalle errichtet, die in den 1990ern später wieder abgerissen wurde.
Durch das Hochwasser im August 2002 wurde die Strecke in großen Teilen zerstört. Die Betriebsführung der Strecke ging 2004 von der Deutschen Bahn auf die Sächsische Dampfeisenbahngesellschaft über, die 2007 mit dem Wiederaufbau der Strecke begann. Dabei wurde der Güterboden in Rabenau abgerissen. Am Haltepunkt Spechtritz wurden das beschädigte Eisenbahnerhaus und die Wartehalle abgerissen. Die Wartehalle wurde originalgetreu wiederaufgebaut. Im Dezember 2008 ging die Strecke bis Dippoldiswalde und im Juni 2017 bis Kipsdorf wieder in Betrieb.

## Kultur und Sehenswürdigkeiten

### Schule
An einem der höchsten Punkte des Orts entstand 1929 in zeitgenössischer Architektur durch Oswin Hempel das weithin sichtbare Schulgebäude. Der dreistöckige, U-förmige Bau ist zum Teil in Klinkerbauweise ausgeführt und wird von einem kleinen Uhrturm gekrönt. Zur Anlage gehört ein Hausmeistergebäude. Die Schule hatte ursprünglich 18 Unterrichtsräume und war Zentralschule für Rabenau und umliegende Ortsteile. In der DDR wurde sie nach dem Dresdner Arbeitersportler und NS-Gegner Heinz Steyer (1909–1944) benannt und war eine zweizügige zehnklassige Polytechnische Oberschule. Von 1992 bis 2005 war sie staatliche Mittelschule. Aufgrund der zurückgehenden Schülerzahlen entschieden Kreistag und Kultusministerium, die staatliche Mittelschule in Rabenau im Sommer 2005 zu schließen. Durch Beschluss des Rabenauer Stadtrats wurde das Schulgebäude dem privaten Schulträger BGGS Sachsen gGmbH (heute DPFA-Regenbogenschulen) zur Nutzung überlassen, der dort seit dem Schuljahr 2005/2006 die Freie Mittelschule bzw. Freie Oberschule Rabenau betreibt. Damit fungiert die Schule nach Sächsischem Schulgesetz als staatlich anerkannte Ersatzschule. Im Schuljahr 2007/2008 eröffnete derselbe Schulträger im Rabenauer Schulgebäude eine einzügige Grundschule; ein Gymnasium befindet sich in Gründung (Stand 2017).
Die nächste staatliche Grundschule befindet sich im Ortsteil Oelsa, die nächste staatliche Oberschule und das nächste staatliche Gymnasium in Freital.

### Museum
Das Deutsche Stuhlbaumuseum wurde 1922 als Heimatmuseum der Stadt Rabenau gegründet. Es zeigt Wissenswertes aus der Lokalgeschichte und gibt Einblick in die mehr als 400-jährige Handwerkstradition. Es ist das einzige Fachmuseum dieser Art in Deutschland. Durch die Integration der musealen Werkstatt von Handwerksmeister Kurt Aehlig (1900–2001) wurde die Ausstellungsfläche im Jahr 2005 erheblich erweitert.

### Kirche
Ein erstes Gotteshaus befand sich als Burgkapelle in der Burg. Nach einem Brand wurde 1487 eine neue Kapelle errichtet. Das heutige Bauwerk der evangelisch-lutherischen Kirche „St. Egidien“ steht seit 1642, nachdem der vorherige Kirchenbau teilweise bei der Besetzung durch schwedische Truppen im Dreißigjährigen Krieg abbrannte. Als Kirchweihfest in Rabenau gilt der Sonntag nach Kreuzerhöhung (14. September). Teile des Vorgängerkirchbaus finden sich noch heute im Chorraum.
Sehenswert ist der Grabstein des 1559 im Kindesalter verstorbenen Sohns Casper des Schlossherren Heinrich von Miltitz im Kirchenschiff und das ehemalige Altarbild über dem Haupteingang hängend, welches 1647 vom Eckersdorfer Vorwerksbesitzer Caspar Barthel gestiftet wurde. Die 1882 in den Chorraum eingebauten Logen wurden 1924 entfernt. Die heutige Orgel wurde 1993 von Jehmlich Orgelbau Dresden errichtet.
Die Kirchgemeinde ist Teil des Kirchspiels Kreischa-Seifersdorf und gehört zum Kirchenbezirk Dippoldiswalde. Die nächste katholische Kirche befindet sich in Freital.

### Rathaus

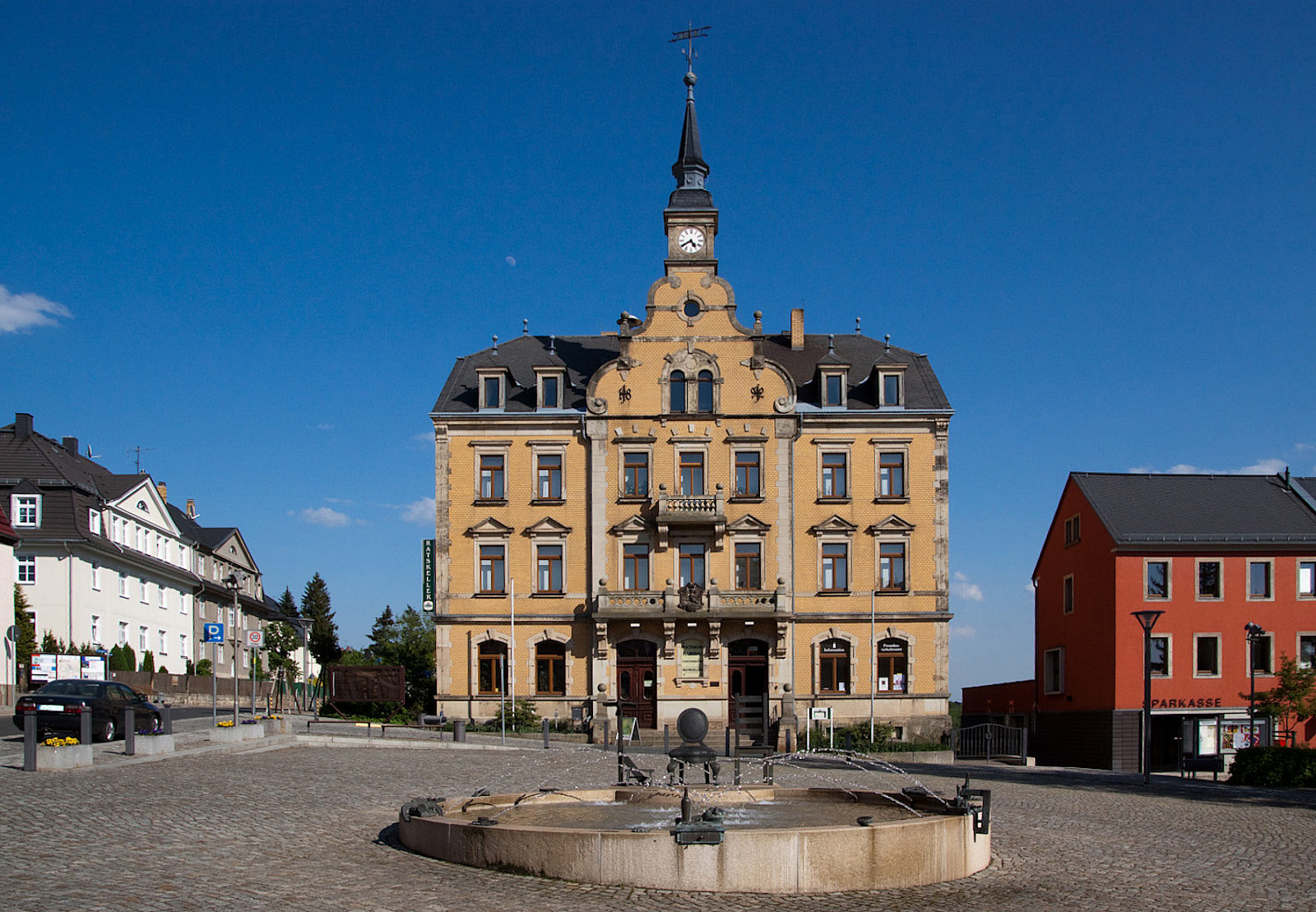
Rathaus mit Brunnen

Das Rathaus wurde 1892 an der Ostseite des Marktplatzes erbaut. Der dreigeschossige gelbe Ziegelbau mit einem kleinen Turm wurde Anfang der 1990er Jahre renoviert und beherbergt heute die Stadtverwaltung und den Ratskeller. Davor befindet sich auf dem Marktplatz der Stuhlbau-Brunnen.

### Kriegerehrenmale
Am Mühlberg befindet sich der Gedenkplatz mit dem von Kurt Bärbig im Januar 1922 preisgekrönten Entwurf und dem am 30. Oktober 1932 eingeweihten Kriegerdenkmale. An diesem befindet sich auch ein Marmorbogen für die Opfer des 2. Weltkriege. Ein weiteres 1929 aufgestelltes Kriegerkreuz aus Eichenholz befindet sich auf dem Friedhof.

### Konfessionsdenkmal
Nicht weit vom Hotel König Albert Höhe steht dieses Denkmal, welches 1874 dem Bau diesem an seinen heutigen Platze weichen musste. Das Denkmal wurde ursprünglich 1830 von der Kirchgemeinde Rabenau gestiftet und bereits 1832 durch ein neues Denkmal ersetzt.

### Umgebung
Bekannte Ausflugsziele sind der Rabenauer Grund mit der Weißeritztalbahn, der Lerchenberg, das Götzenbüschchen, die Talsperre Malter und die Dippoldiswalder Heide mit der Ruine der Barbarakapelle aus dem 16. Jahrhundert, dem Einsiedlerfelsen und dem Heidemühlenteich.

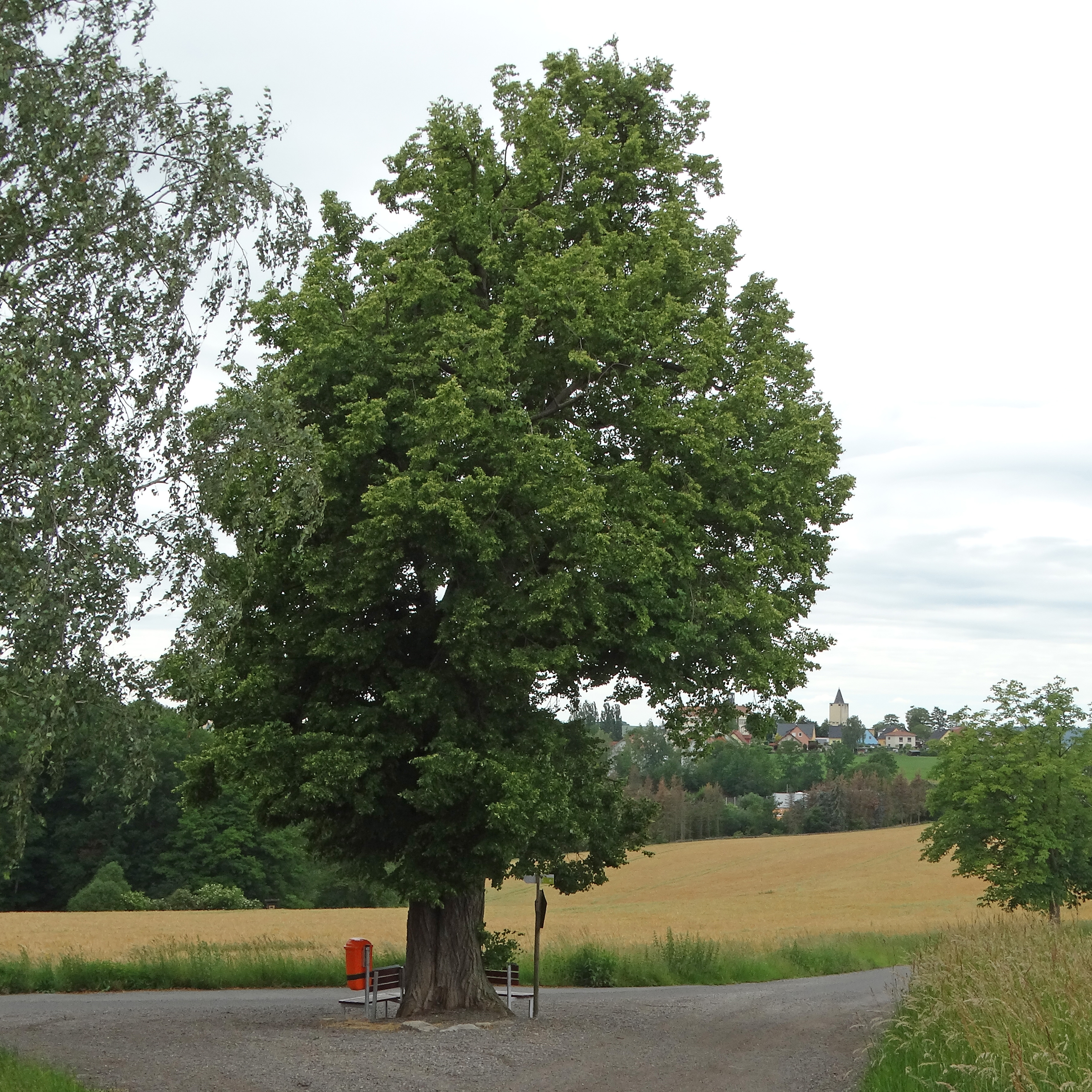
Pfarrlinde am Rabenauer Marktsteig

## Naturdenkmale

### Cotta-Platz
Die drei Winterlinden befinden sich an der Straße nach Spechtritz im Buchwald. Sie stehen unter Naturschutz. Die Linden wurden zu Ehren von Heinrich von Cotta, welcher des Öfteren hier mit seinen Forststudenten verweilte, gepflanzt.

### Pfarrlinde
Die Pfarrlinde ⊙ war eine Winterlinde (Tilia cordata) und befand sich an der Kreuzung Marktsteig / Weiße Straße inmitten der Rabenauer Pfarrhufe.
Am 16. April 2024 stürzte die Pfarrlinde durch starke Windböen der Kaltfront des Tiefdruckgebietes Yupadee um. Im Oktober 2024 wurde eine neue Linde gepflanzt. 
- Siehe auch: Liste der Naturdenkmale in Rabenau (Sachsen)

## Persönlichkeiten
- Karl von Miltitz (1490–1529), päpstlicher Nuntius
- Ernst von Miltitz zu Batzdorf und Siebeneichen (1495/1498–1555), sächsischer Oberhofmarschall, geboren in Rabenau
- Anton Bodenhäuser (1587–1673), Pfarrer von Rabenau ab 1617, versteckte die Rabenauer Einwohner beim Schwedeneinfall 1639 am Predigtstuhl im Rabenauer Grund[22][23]
- Johann Samuel Adami (1638–1713), Theologe, Schriftsteller und Sprachforscher
- Johann Christoph Knöffel (1686–1752), sächsischer Oberlandbaumeister, geboren in Oelsa
- Georg Friedrich Hammer (1694–1751), Pfarrer
- Christian Ernst Schmidt (1715–1786), evangelischer Theologe
- (Alfred) Fred Otto (1883–1944), Architekt, Stadtbaurat in Chemnitz, geboren in Rabenau
- Willy Wirthgen (1904–1944), Widerstandskämpfer gegen den Nationalsozialismus, geboren in Rabenau
- Werner Küttner (1911–2005), Maler; in Rabenau geboren
- Ruth Lange (1915–2008), Opernsängerin (Alt; Mezzosopran), geboren in Rabenau
- Ingeborg Lahl-Grimmer (1926–1989), Malerin, lebte in Rabenau
- Armin Münch (1930–2013), Maler und Grafiker, geboren in Rabenau
- Cornelius Schnauber (1939–2014), Literaturwissenschaftler, Autor, aufgewachsen in Rabenau
- Christoph Rueger (1942–2020), Buch- und Rundfunkautor, Musikwissenschaftler und Professor für Musiktheorie und Tonsatz
- Horand Friedrich (1943–2020), Kammersänger (Bass), wohnte in Rabenau
- Hans-Jürgen Kreische (* 1947), Fußball-Nationalspieler der DDR, aufgewachsen in Rabenau
- Arila Siegert (* 1953), Balletttänzerin, Regisseurin und Choreografin, aufgewachsen in Rabenau
- Daniel Rosin (* 1980), Profi-Fußballspieler, aufgewachsen in Rabenau

## Partnerorte
Das gleichnamige Rabenau in Hessen ist Partnergemeinde. Der Ortsteil Oelsa pflegt eine Partnerschaft mit Rangendingen auf der Schwäbischen Alb.

## Trivia
1992 war Rabenau als „Landwitz“ mit der Weißeritztalbahn und der Rabenauer Mühle Drehort für den Film Go Trabi Go 2 – Das war der wilde Osten.